# Mada Carreño
Magdalena Martínez Carreño, conocida como Mada Carreño (Madrid, 8 de noviembre de 1914-Ciudad de México, 2000) fue una escritora, periodista y ensayista española que desarrolló casi toda su actividad en México.

## Trayectoria
Nació en Madrid en una familia acomodada y estudió en el Liceo Francés. Su padre era relojero y ella le ayudaba en su taller.
Tras la revolución de Asturias de 1934, se afilió a las Juventudes Comunistas y fue redactora en Mundo Obrero. Al comenzar la guerra civil tomó parte activa en el movimiento juvenil Alerta de Madrid, en donde trabajaba como secretaria y desempeñó tareas administrativas en las oficinas del Ejército. Desplazada a  Buitrago, escribió en el periódico del frente que recogía noticias, crónicas y poemas. En noviembre de 1936 regresó a Madrid y trabajó como Secretaria de Cultura del general Miaja en el Ministerio de Instrucción Pública.
En 1937 se casó con el escritor Eduardo de Ontañón, que dirigía el periódico La Verdad. y se trasladaron a Valencia. Después se desplazaron a Barcelona y, en abril de 1939, atravesaron a pie los Pirineos con otro grupo de republicanos para refugiarse en Avignonnet,  donde coincidió con treinta mujeres en una casona desvencijada. Esta experiencia la reflejaría en su novela Los diablos sueltos. Su marido la reclamó desde Inglaterra y tras reunirse con él, volvieron  a Francia y embarcaron en el buque Sinaia. Llegaron a México el 13 de junio de 1939.
Carreño comenzó a colaborar en periódicos y revistas de México: Revista de Revistas, Excelsior, Hoy, Mañana, entre otros; también publicó cuentos y ensayos de creación en Rueca, dirigida por Alfonso Reyes, Tiras de colores, Revista de la Universidad, Vida literaria, Diálogos y otros suplementos literarios de periódicos mexicanos.
Con Eduardo de Ontañón y el historiador Joaquín Ramírez fundó una de las primeras editoriales de refugiados españoles en México, Ediciones Xóchitl, donde se publicó la colección Vidas mexicanas, cuyo primer título fue una biografía de Hernán Cortés escrita por José Vasconcelos. También publicaron la Biblioteca Mexicana de Libros Raros y Curiosos, destinados a bibliófilos y, por último, inspirada por Carreño, Historias Apasionadas, donde atesoraron "todo lo que de apasionado figura en la literatura clásica". El proyecto editorial acabó por la ruptura del matrimonio.
Aunque fue sobre todo conocida como periodista, escritora y ensayista, su talento creativo abarcó prácticamente todas las artes, trabajando como actriz, dibujante, experimentar con la danza moderna en la compañía de José Limón, así como la música y el canto.
Fue gran amiga de Magda Donato, y tras la muerte de la escritora, se convirtió en su albacea. Como tal, Carreño coordinó el certamen literario que llevaba su  nombre y que premió a creadores como José Emilio Pacheco, Miguel León Portilla, Luisa Josefina Hernández, Tomás Segovia y Ramón Xirau, entre otros.
Se volvió a casar con Antonio Sesín Huri y tuvo dos hijas, Maura y Saide. Falleció el 22 de octubre de 2000 en México D.F.

## Obra
En una entrevista ofrecida por Carreño a Josebe Martínez en 1994, la autora declaraba: "Nosotras, las mujeres, en general, empezamos a escribir vergonzosamente, en secreto, sin confiar en lo que hacíamos, y en el exilio no hicimos grandes esfuerzos por ser reconocidas. Escribir debe ser una profesión y nosotras nunca lo aceptamos como tal... Además, pasé mi vida perdiendo el tiempo (es un decir), dedicada a otros".
Su novela más famosa es Los diablos sueltos, una novela testimonial y autobiográfica, que recoge sus experiencias desde el comienzo de la guerra civil en Buitrago, su huida, la estancia con otras mujeres en un pueblo francés hasta su llegada a México. Esta novela se inscribe en el grupo de novelas autobiográficas escritas por mujeres, que permiten conocer las circunstancias vividas durante el éxodo, el paso por los campos de refugiados franceses y el viaje al exilio. Estas vivencias individuales se entrelazan con las de otras mujeres con quienes compartieron la experiencia, siendo la solidaridad y la identificación con una comunidad de mujeres elementos fundamentales en estos testimonios.
También escribió un poemario, Poesía abierta (1968), un libro de aforismos Azulejos. Pensamientos para vivir con alegría (1998) y Memorias y regodeos (1999). En este último revive sus encuentros cotidianos en México con Pablo Neruda, María Asúnsolo, León Felipe, Diego Rivera, Alejo Carpentier, Rosario Castellanos entre otros.

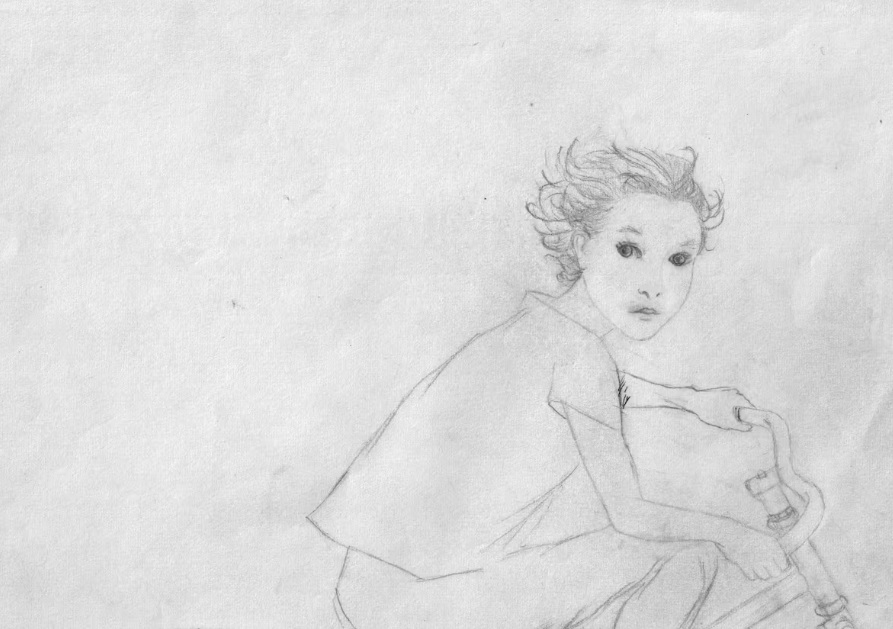
Dibujo realizado por Mada Carreño

Además publicó más de 40 títulos de cuentos infantiles y llevó a cabo la revisión literaria y la introducción general de la Biblia del Tercer Milenio, que no fue publicada hasta el año 2000. Dejó una novela que fue publicada de manera póstuma, En busca del presente, editada por Cuadernos del Vigía en 2021; en esta plantea conflictos humanos en torno a problemáticas femeninas como la gestación y la maternidad.

## Reconocimientos
- En 1960 fue reconocida con el premio de "Mejor actriz" por la Asociación Críticos de Teatro.[2]
- Premio Magda Donato por su novela Los diablos sueltos, 1975.[8]
- En 1996, Premio de Periodismo José Pagés Llergo, en el género crónica.[13]